# Walker San Miguel
Walker San Miguel Rodríguez (La Paz, Bolivia; 6 de agosto de 1963) es un abogado y político boliviano. Fue ministro de Defensa de Bolivia desde el 23 de enero de 2006 hasta el 23 de enero de 2010 durante el primer Gobierno del presidente Evo Morales Ayma.

## Biografía
Walker San Miguel nació en la ciudad de La Paz el 6 de agosto de 1963. Hizo sus estudios primarios y secundarios en el colegio San Calixto de su ciudad natal, donde se graduó como bachiller en 1982. Continuó con sus estudios superiores en la carrera de Derecho de la Universidad Mayor de San Andrés y se graduó como abogado en 1987. Años después se especializó en Derecho público administrativo y constitucional.
Fue también director de la Gaceta Jurídica, director secretario de la planta ejecutiva del Lloyd Aéreo Boliviano (LAB) y presidente del Colegio de Abogados de la ciudad de La Paz.

## Ministro de Defensa
El 23 de enero de 2006, el presidente Evo Morales Ayma lo nombró ministro de Defensa de Bolivia, cargo que ocupó hasta el 23 de enero de 2010.
A partir del 11 de enero de 2016 ocupa el cargo de secretario general de la Comunidad Andina.